# Ursulețul Paddington (1989)
Ursulețul Paddington (engleză Paddington Bear) este un serial animat de televiziune bazat pe personajul fictiv cu același nume creat de Michael Bond. Este a doua adaptare a personajului și a fost produsă de Hanna-Barbera. Acest serial a fost animat bidimensional tradițional și i-a avut în distribuție pe Charlie Adler ca Paddington și Tim Curry ca Domnul Curry. Personajul unui băiețel american numit David, vărul lui Jonathan și Judy Brown care a ajuns la Londra în aceeași zi cu Paddington, a fost adăugat la povești în desenul din 1989.
Premiera în România a fost pe canalul Boomerang pe 9 octombrie 2010 iar mai târziu, din 10 martie 2012, a început să se difuzeze ca parte a blocului pentru preșcolari Cartoonito. În mod curent serialul nu se mai difuzează deloc în România.

## Despre serial
Un ursuleț fără adăpost a sosit din întunecatul Peru în Gara Paddington din Londra, cu o valiză pe care scria „Pentru voiaj” și un bilețel pe care scria „Vă rugăm, aveți grijă de acest urs. Mulțumim!”.Nu are un nume, dar are o privire dezarmantă, și uite-așa e primit în casa Familiei Brown, care îl ‘botează’ Paddington. Acum, ursulețul e liber să se țină de pozne oriunde merge.
Aventurile lui sunt pline de haz, mai ales că de fiecare dată când încearcă să îndrepte lucrurile reușește doar să le facă și mai întortocheate. Dar toată lumea îl iubește, mai ales că este, așa cum spune chiar el, „un urs căruia i se întâmplă lucruri”!

## Vocile în limba engleză
- Charles Adler -  Ursulețul Paddington
- Georgia Brown - Doamna Bird
- Hamilton Camp - Domnul Gruber
- Tim Curry - Domnul Curry
- Cody Everett -  Jonathan Brown
- Katie Johnston - Judy Brown
- John Standing - Domnul Brown
- B.J. Ward - Doamna Brown
- Cameron Williams - David Russell

## Episoade
| N/o       | Titlu român                             | Titlu englez                      |
| --------- | --------------------------------------- | --------------------------------- |
|           |                                         |                                   |
| SEZONUL 1 |                                         |                                   |
|           |                                         |                                   |
| 01        | Vă rog să aveți grijă de ursuleșul ăsta | Please Look After This Bear       |
|           |                                         |                                   |
| 02        | Doctorul Paddington                     | Calling Dr. Paddington            |
|           |                                         |                                   |
| 03        | Paddington merge la teatru              | Curtain Call For Paddington       |
|           |                                         |                                   |
| 04        | Paddington este lipicios                | Paddington’s Sticky Situation     |
|           |                                         |                                   |
| 05        | Îmbrățișare de urs                      | Bear-Hugged                       |
|           |                                         |                                   |
| 06        | Paddington face cunoștință cu regina    | Paddington Meets The Queen        |
|           |                                         |                                   |
| 07        | Fantoma Crăciunului lui Paddington      | The Ghost Of Christmas Paddington |
|           |                                         |                                   |
| 08        | Paddington prim ministru                | Paddington For Prime Minister     |
|           |                                         |                                   |
| 09        | Cheile de la numărul 32                 | Goings On At Number 32            |
|           |                                         |                                   |
| 10        | Ursulețul pescar                        | Fishing For Paddington            |
|           |                                         |                                   |
| 11        | Ursulețul Cowboy                        | Ride ’Em Paddington               |
|           |                                         |                                   |
| 12        | Expediția lui Paddington                | Expedition Paddington             |
|           |                                         |                                   |
| 13        | Tabloul lui Paddington Brown            | The Picture Of Paddington Brown   |
|           |                                         |                                   |

## Legături externe
- Ursulețul Paddington la Internet Movie Database

1. ↑  „TV & VIDEO”. 11 iulie 1989. Accesat în 14 iunie 2019 – via LA Times.